# WGBH-TV

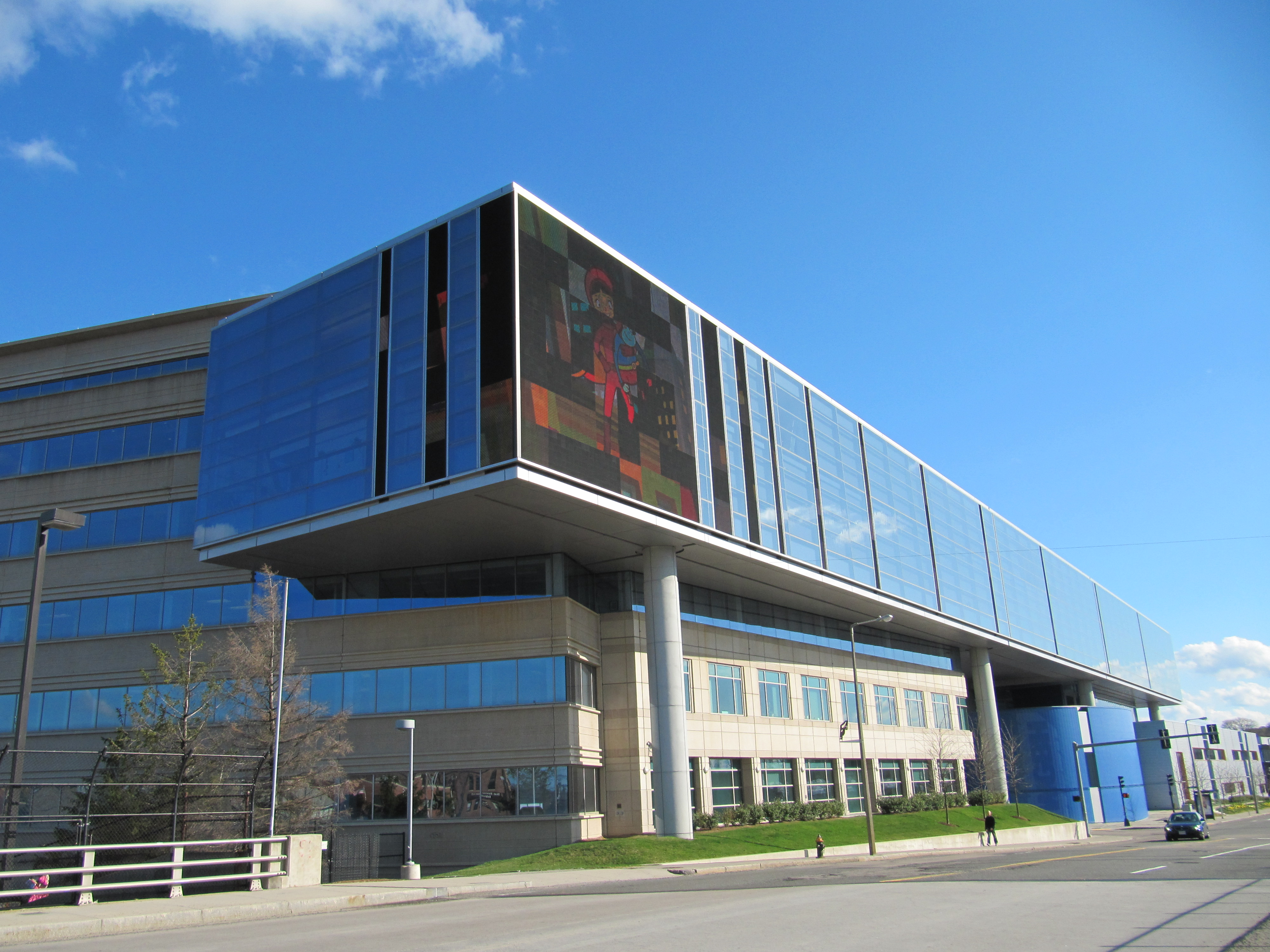
Estúdios da WGBH.

A WGBH-TV é uma emissora de televisão estadunidense sediada em Boston, Massachusetts, e afiliada ao Public Broadcasting Service (PBS). É a principal propriedade da WGBH Educational Foundation.